# Consell Interuniversitari de Catalunya
El Consell Interuniversitari de Catalunya (CIC) és un òrgan de coordinació del sistema universitari català i de consulta i assessorament del Departament d'Educació de la Generalitat de Catalunya pel que fa a la coordinació i a la programació universitària.
El CIC, que fou oficialment creat per llei de 19 de desembre de 1984, és el continuador de l'organisme homònim precedent que es creà l'any 1978. Al CIC hi són representades totes les universitats de Catalunya i els seus consells socials, i també els seus estudiants. Entre les seves competències, es troben l'aprovació de les taxes acadèmiques i l'oferta de places de tot el districte universitari català, que fou establert com a tal el 1985, i també la coordinació de les proves d'accés a la universitat (PAU) (1987). Les seves resolucions sobre la creació de nous títols o universitats són preceptives però no vinculants. La llei 15/1998 adaptà el funcionament del Consell Interuniversitari a les noves necessitats sorgides en l'ensenyament superior i desenvolupà el marc de coordinació interuniversitari, en el qual el Consell es configurà com l'òrgan de consulta i assessorament del Govern de la Generalitat de Catalunya sobre el sistema universitari a Catalunya i també com l'instrument per a la seva coordinació.

## Precedents i desenvolupament
L'any 1977 els rectors de la Universitat de Barcelona (UB), de la Universitat Autònoma de Barcelona (UAB) i la Universitat Politècnica de Catalunya (UPC), es reuniren i establiren un compromís de col·laboració a través d'un document que fundava, si més no, sobre el paper, el Consell Interuniversitari de Catalunya. Aquell acord va esdevenir fonamental per al futur del sistema universitari català. Des d'aleshores, continuà un diàleg i consens que aconsegui la creació de l'actual Consell Interuniversitari de Catalunya (CIC), reconegut per la Llei de coordinació universitària de 1984. El CIC ha seguit funcionant sense interrupció des del 14 de maig de 1979, portant a terme una tasca impulsada per les mateixes universitats, fins i tot quan la Generalitat encara no disposava de competències efectives en matèria d'ensenyament universitari. La seva importància anà augmentant amb els anys. Finalment, l'any 1998 el Parlament de Catalunya aprova una llei específica que en regula el funcionament, atribuint-li noves competències, i el 2003, la Llei d'universitats de Catalunya redefiní la seva missió, actualitzant les competències i regulant els seus òrgans. Entre les seves funcions es troben la gestió i la garantia d'igualtat d'oportunitats en l'accés a la universitat, l'establiment dels criteris per elaborar la programació universitària, i la internacionalització de les universitats catalanes. Actualment, el Centre Interuniversitari de Catalunya és un dels membres institucionals del Patronat del CIDOB.